# WMF (プロレス)
WMF（ダブリュー・エム・エフ、レスリング・マーベラス・フューチャー）は、かつて存在した日本のプロレス団体。運営はレイン。

## 歴史
- 2002年8月、ハヤブサ、ミスター雁之助、GOEMON、マンモス佐々木、ソルジャーが設立。
- 8月18日、ぺぺホールアトラスでプレ旗揚げ戦を開催。
- 8月28日、ディファ有明で旗揚げ戦を開催。
- 同年、親会社が早くも撤退してしまったため、所属選手による自主興行を開催。
- 2008年8月31日、新木場1stRING大会を最後に解散。

## タイトル
- WMF認定ジュニアヘビー級王座

## 最終所属選手
- ソルジャー
- 藤田峰雄
- 神威

## 歴代所属選手
- ハヤブサ
- GOEMON
- 怨霊
- マンモス佐々木
- ミスター雁之助
- ガルーダ
- 池田誠志（旧：池田くん）
- 宮本裕向
- 河野健一